# Villa Independencia (Buenos Aires)
Villa Independencia é uma localidade do partido de Berisso, da Província de Buenos Aires, na Argentina. Possui uma população estimada em 8.339 habitantes (INDEC 2001).